# ソドルジェストヴォ (船)
ソドルジェストヴォ(ロシア語:КРКПБ Содру́жество)とはソビエト連邦の工船である。小型漁船から蟹と生魚を受け取り、それらを缶詰食品、保存食品、冷凍製品、魚とカニの魚粉に加工する工船である。
КРКПБとは蟹魚缶加工基地（КрабоРыбоКонсервная Перерабатывающая База）の略称である。 

## 同級船
1988 年から1989年にかけて同型の船3隻が建造された。
- 「ソドルジェストヴォ」 - 旗艦
- 「ピョートル・ジトニコフ」、1989年、IMO 8610265、PZ-2302
- 「フセヴォロド・シビルツェフ」、1989年、IMO 8610277、PZ-2303

## 生産能力

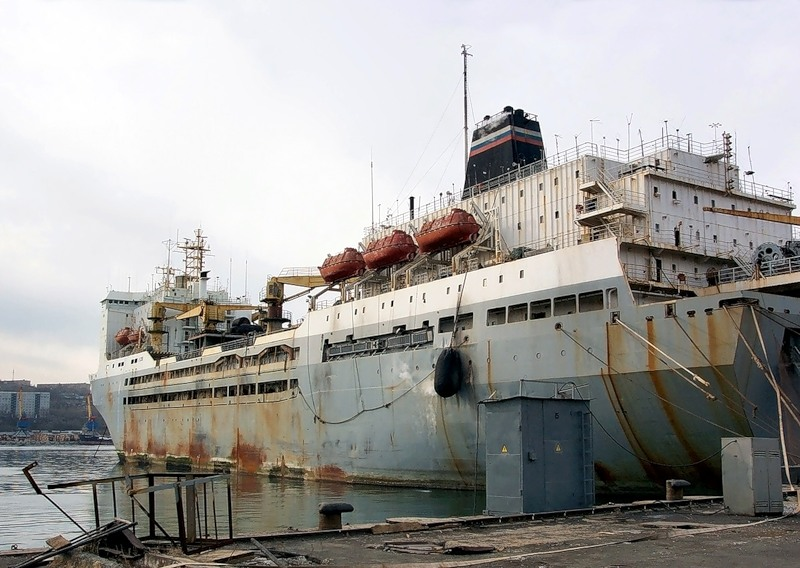
港に停泊中のソドルジェストヴォ

| 生産ラインの種類               | パフォーマンス |
| ------------------------------ | -------------- |
| カニの一次加工・選別・カット用 | 120t/22時間    |
| 魚                             | 300t/22時間    |
| 6号蟹缶詰の生産                | 50TFB/22時間   |
| 6号魚缶詰の生産                | 400TFB/22時間  |
| 保存食の生産                   | 55t/22時間     |
| 冷凍食品の生産                 | 160t/22時間    |
| 魚粉、油脂（原料別）           | 120t/22時間    |

## 事故
2010年12月30日、ソドルジェストヴォと他の9隻の船舶が、本土から11マイル離れたサハリン湾で10ポイントの固い氷の中に閉じ込められた。
2011年1月31日、オホーツク海の氷に取り残された船舶の救出作戦が行われた。砕氷船「クラシン」と「アドミラル・マカロフ」が作戦に参加した。ソドルジェストヴォの曳航は、曳航ロープの突風と重い氷の圧縮により、非常に時間がかかったと報告されている。フェスコ・トランスポート・グループのプレスセンターによると、オホーツク海の氷から船舶を救出する作戦の見積もりは500万ドルになった。
2020年5月2日、ナホトカ港で修理中のフセヴォロド・シビルツェフで火災が発生した。火災はガスボンベの爆発によるもので、1人が死亡、1人が負傷した。 